# 鍋島直堅
鍋島 直堅（なべしま なおかた）は、肥前鹿島藩の第5代藩主。
元禄8年（1695年）4月28日、第2代藩主・鍋島直條の五男として江戸青山邸で生まれる。宝永2年（1705年）に父が死去したため、家督を継いだ。しかし生来から病弱だった。享保12年（1727年）12月4日に鹿島で死去した。享年33。跡を長男の直郷が継いだ。

## 系譜
父母
- 鍋島直條（父）
- 於野津、蓮清院 ー 中野氏、継室（母）

正室
- 於千百 ー 鍋島直称の娘

側室
- 清真院 ー 千々岩新兵衛の娘

子女
- 鍋島直郷（長男）生母は清真院（側室）
- 鍋島直年